# 孫英傑
孫英杰（1979年1月19日—），辽宁沈阳人，中國田徑運動員。曾被稱為「神行女俠」。

## 生平
孙英杰出生于辽宁省沈阳市南郊的沙河镇吴家屯（今苏家屯区沙河街道吴家屯村）一个農村家庭。1989年，小学四年级时，孙英杰进入苏家屯区体校。1993年，进入沈阳市体校训练。1995年后，师从王德显教练，成为火车头体协下属运动员。2003年北京马拉松，孙英杰创造的2小时19分39秒记录为北京马拉松女子组历年最好成绩，时为马拉松世界纪录第三，亚洲之最。2005年，日本选手野口水木在柏林马拉松打破孙英杰的纪录，创造新的亚洲之最。孙英杰的成绩至今仍为中国之最。
2005年10月17日（或说16日），孙英杰取北京马拉松女子组冠军，同时取得十运会马拉松赛冠军。18日（或说17日），在南京参加十运会女子一万米比赛，获得亚军。事后被查出服用兴奋剂。21日，十运会组委会取消孙英杰一万米成绩。孙英杰和教练王德显认为是五大连池籍运动员于海江“下药”，11月15日，孙英杰在黑龙江省五大连池市人民法院提起诉讼。12月16日，一审判决孙英杰胜诉。

## 备注
1. ↑  于海江系黑龙江省五大连池市人，系王德显弟弟王德明执教的青海省体工队运动员。